# Freedb
freedb war eine freie Datenbank mit Informationen über den Inhalt von Audio-CDs. Diese Informationen stehen im Internet zur Verfügung und ermöglichen kompatiblen Programmen, beim Abspielen oder Auslesen einer Audio-CD Metadaten wie den Titel des Albums sowie der einzelnen Stücke auszugeben. Die Services von freedb.org wurden zum 13. Juni 2020 vom Betreiber Magix abgeschaltet. Seither ist die Datenbank auf gnudb.org verfügbar.

## Funktionsweise
Grundlage zur Identifizierung einer CD ist die sog. Disk-ID, die nach einem bestimmten Verfahren aus dem Inhaltsverzeichnis (TOC, „Table of Contents“) der CD berechnet wurde. Im Wesentlichen wurde dabei aus den Startsektoren und Längen der einzelnen Tracks eine Art Prüfsumme gebildet. Weil diese Prüfsumme prinzipiell für eine CD nicht unbedingt einmalig ist, kommt es mit wachsender Größe des freedb-Archivs vermehrt zu sog. Kollisionen von Disk-IDs (disk-id collisions), so dass beim Hinzufügen einer neuen Audio-CD im Notfall auf ein anderes Genre zurückgegriffen werden muss.
Mit der Disk-ID als Schlüssel werden in der Datenbank verschiedene Informationen
abgelegt:
- Titel
- Interpret
- Jahr
- Genre
  - Vorgegebene Kategorien:

blues, classical, country, data (ISO9660 und andere Daten-CDs), folk, jazz, newage, reggae, rock (inkl. funk, soul, rap, pop, industrial, metal etc.), soundtrack (Filme, Vorstellungen), misc (alles, was nicht in die vorigen Kategorien passt)
- Angaben zu den einzelnen Tracks
  - Titel
  - Interpret
  - Länge
- Zusatzinformationen

Die Informationen werden von Freiwilligen zur Datenbank hinzugefügt und unter der GPL lizenziert. Die Eingabe erfolgt durch entsprechende Funktionen in geeigneten Programmen zum Abspielen oder Auslesen von Audio-CDs. Bereits erfasste CDs können dann beim Auslesen automatisch mit den oben angegebenen Informationen versehen werden.

## Wurzeln
Vorläufer von freedb war die Compact Disc Database (CDDB), entworfen 1996 von Ti Kan mit der CDDB-Server-Software von Steve Scherf. Freedb entstand, nachdem der CDDB-Betreiber Gracenote 2001 die Lizenzbedingungen geändert hatte und die Nutzung des Gracenote-Dienstes für Entwickler von kommerzieller Software kostenpflichtig geworden war (die Lizenzbedingungen von Gracenote erlauben hingegen die kostenlose Nutzung für nicht-kommerzielle Software; Stand: 18. August 2007). Gleichzeitig stellte CDDB auf ein erweitertes, aber proprietäres Datenformat um.

## Weitere Geschichte des Projekts
Am 1. Juli 2006 wurde bekannt, dass sich die beiden Hauptbetreuer der freedb, Jörg Hevers und Ari Sundolm, mit dem Besitzer Michael Kaiser nicht über die Zukunft des Projektes einigen konnten. Ausgelöst wurde das Problem durch den Australier Andrew Smith. Dieser arbeitete an einer Neuauflage der zugrunde liegenden Software, aber veröffentlichte über viele Monate keinen Quelltext. Stattdessen verkündete er in Internetforen, mit dem Projekt selber Geld verdienen zu wollen. Als Smith die Domain „freedb2.org“ registrierte, löste er damit derartige Streitigkeiten aus, dass Hevers und Sundolm gleichzeitig ihre Posten räumten. Kaiser sah sich nicht in der Lage, freedb mit den verbleibenden Kräften fortzuführen und stellte das Projekt zum Verkauf. Bedingung war eine Weiterführung in seiner kostenlosen Form. Die Firma Magix übernahm daraufhin Mitte September 2006 freedb.org und verlagerte die gesamte Datenbank auf ihre eigenen Server. Auch neue Spiegelserver wurden eingerichtet sowie eine Weiterentwicklung des Projekts in GPL zugesichert.
Die von Smith als freedb2 Anfang Dezember 2005 gegründete Webseite wurde zwischenzeitlich in „TrackType.org“ umbenannt und später eingestellt. Aus ähnlichen Motiven ging im Oktober 2006 die unter GPL lizenzierte „gnudb.org“ online. Diese Datenbank basiert ebenso auf einem Speicherauszug der freedb-Datenbank.
Nachdem MusicBrainz für 11 Jahre eine Schnittstelle über das freedb-Protokoll aufrecht hielt, ist der Zugriff seit März 2019 nur noch jeweils direkt möglich. Am 31. März 2020 wurde die Abschaltung der Services von freedb.org bekanntgegeben und zum 13. Juni 2020 vollzogen.